# Spooky Girl
Spooky Girl, Inc. is een Amerikaans muziekproductiebedrijf en platenlabel, opgericht door Will Smith op 26 juni 2009. Het is een zusterbedrijf van Roc Nation, het label van Jay-Z. De enige artiest die momenteel getekend staat bij het bedrijf, met uitzondering van Will Smith zelf, is zijn dochter, Willow Smith.